# 師宜官
師宜官（?—?），南陽人。東漢書法家。曾为袁术部将。
漢靈帝好書法，徵天下數百位書法家於鴻都門，八分書稱師宜官最佳。南朝宋羊欣稱其“能为大字方一丈，小字方寸千言。……《耿球碑》是宜官書。自矜重。”